# Terminalia darfeuillana
Terminalia darfeuillana är en tvåhjärtbladig växtart som beskrevs av Jean Baptiste Louis Pierre. Terminalia darfeuillana ingår i släktet Terminalia och familjen Combretaceae. Inga underarter finns listade i Catalogue of Life.